# 暗角散紋夜蛾
暗角散紋夜蛾（学名：Callopistria phaeogona）为夜蛾科散紋夜蛾屬下的一个种。